# Sånger vi minns
Sånger vi minns är ett samlingsalbum av Jan Sparring, utgivet 2001 av skivbolaget Clav.

## Låtlista
1. "Sjung med oss i sången"
2. "Man ska leva för varandra"
3. "Mitt gamla Stockholm"
4. "Tänk att få vakna"
5. "O sällhet stor"
6. "En ny skön sång"
7. "Gatorna på söder"
8. "Räck ut din hand"
9. "Flyttfåglarna"
10. "Lev ditt liv så att du ingenting ångrar"
11. "Kom in i Guds solsken"
12. "Om det kärlek ej är"
13. "Vilken sång"
14. "När du går över floden"
15. "Jag kan aldrig tvivla mer"
16. "Han är min sång och min glädje" (There Goes My Everything)
17. "Allt det gamla det är slut"
18. "Ovan där" (By and By)
19. "Låt oss alla en gång mötas"

## Medverkande (i urval)
- Janne Schaffer (gitarr)
- Lasse Holm (piano)
- Sam Bengtsson (bas)
- Lennart Sjöholm (dragsspel, sång och arrangör)
- Per-Erik Hallin
- Conny Walfridsson (piano)

### Fotnoter
1. ↑  ”Sånger vi minns”. Svensk mediedatabas. 27 februari 2001. https://smdb.kb.se/catalog/id/001548228. Läst 16 juli 2019.